# 云谷站
雲谷站（韓語：운곡역）是朝鮮民主主義人民共和國咸鏡南道水洞郡雲谷勞動者區的一個鐵路車站，属于平罗线。

## 邻近车站
平罗线
天乙站 - 雲谷站 - 耀德站